# Thy Serpent
Thy Serpent ist eine finnische Dark-Metal-Band.

## Geschichte
Die Band entstand als Soloprojekt des Gitarristen Sami Tenetz, nach zwei Demos unterzeichnete er einen Vertrag bei Label Spinefarm Records. 1996 erschien das Album Forest of Witchery, es folgte ein Jahr später das Album Lords of Twilight und ebenfalls ein weiteres Jahr später Christcrusher. Nach dieser Veröffentlichung gab die Band auf einer kurzen Tournee mit Barathrum acht Konzerte in Finnland. Nach einigen Besetzungswechseln wurde 2000 als letztes Projekt die EP Death produziert. Obwohl nach der Tournee mit Barathrum keine Konzerte mehr stattfanden und auch keine weiteren Tonträger aufgenommen wurden, wurde keine Auflösung der Band bekannt gegeben.

## Musikstil
Auf Into Everlasting Fire spielte Sami Tenetz atmosphärische, black-metal-beeinflusste Musik in mittlerem Tempo mit Drumcomputer, gelegentlichem Einsatz einer akustischen Gitarre und häufigem Synthesizer-Einsatz. Die Musik erinnerte an Burzum und (unter anderem wegen der Synthesizer) Emperor. Da die Texte „dunkel“, aber nicht satanisch waren, bezeichnete die Band ihre Musik als Dark Metal und nicht als Black Metal. Tenetz gab an, er finde Satanismus interessant und unterstütze die antichristlichen Sichtweisen der Black Metaller größtenteils, folge aber keiner der satanistischen Bands.

## Diskografie
- Frozen Memory (Demo, 1994)
- Into Everlasting Fire (Demo, 1995)
- Forests of Witchery (1996)
- Lords of Twilight (1997)
- Christcrusher (1998)
- Death (EP, 2000)